# Нечуй
Нечуй (пол. Nieczuj) — село в Польщі, у гміні Буженін Серадзького повіту Лодзинського воєводства.
Населення — 123 особи (2011).
У 1975—1998 роках село належало до Серадзького воєводства.

## Демографія
Демографічна структура станом на 31 березня 2011 року:
|          | Загалом | Допрацездатний вік | Працездатний вік | Постпрацездатний вік |
| -------- | ------- | ------------------ | ---------------- | -------------------- |
| Чоловіки | 53      | 13                 | 34               | 6                    |
| Жінки    | 70      | 17                 | 37               | 16                   |
| Разом    | 123     | 30                 | 71               | 22                   |